# Москаленское городское поселение
Москаленское городско́е поселе́ние — муниципальное образование в Москаленском районе Омской области Российской Федерации.
Административный центр — рабочий посёлок Москаленки.

## История
Статус и границы городского поселения установлены Законом Омской области от 30 июля 2004 года № 548-ОЗ «О границах и статусе муниципальных образований Омской области».

## Население
| 2010  | 2011  | 2012  | 2013  | 2014  | 2015  | 2016  |
| ----- | ----- | ----- | ----- | ----- | ----- | ----- |
| 9712  | ↘9710 | ↘9627 | ↘9561 | ↗9666 | ↘9662 | ↘9656 |
| 2017  | 2018  | 2019  | 2020  | 2021  | 2023  |       |
| ↗9680 | ↗9748 | ↘9722 | ↘9717 | ↘9350 | ↗9385 |       |

## Состав городского поселения
| № | Населённый пункт | Тип населённого пункта                  | Население |
| - | ---------------- | --------------------------------------- | --------- |
| 1 | Волчанка         | деревня                                 | ↘411      |
| 2 | Москаленки       | рабочий посёлок, административный центр | ↗8974     |